# 萬歲世界盃
VIVA世界杯，是非國際足總组织的国际性足球比赛，由非国际足联成员派队参加，计划每两年举行一次。

## 2006VIVA世界杯

### 举办权问题

#### 首次举办权公布
2005年4月，非国际足球联合会成员董事会鉴于北塞浦路斯土耳其共和国成功举办庆祝塞浦路斯土耳其足球联合会成立50周年的塞浦路斯土耳其足球联合会50周年杯赛，而塞浦路斯土耳其足球联合会50周年杯赛的三支参赛球队（分别为北塞浦路斯、科索沃以及萨米）都是非国际足球联合会成员董事会成员，因此宣布其為首屆VIVF世界杯的主辦國。非国际足球联合会成员董事会鉴于其成员数量，预计将有16个队将参加。

#### 变数
2005年春季，北塞浦路斯土耳其共和国举行大选，費爾第·沙比特·索耶政府是个希望增长与其他民族关系的政府。选举结束后，一方面，非国际足球联合会成员董事会声称新政府为了阻止潜在的政治因素，会限制“VIVA世界杯”的参赛球队。另一方面，塞浦路斯土耳其足球联合会认为非国际足球联合会成员董事会在作出不合理的财政要求。

#### 结果
这个事件最终结果就是非国际足球联合会成员董事会宣布将首届“VIVA世界杯”的举办权转交给奥西塔尼亚。作为回礼，塞浦路斯土耳其足球联合会宣布他们将与“VIVA世界杯”同时举办ELF杯赛，并向一些非国际足球联合会成员董事会成员发出邀请，这也直接导致了只有4个球队参加首届“VIVA世界杯”。

### 奥西塔尼亚VIVA世界杯

#### 赛前
奥西塔尼亚宣布比赛将于2006年11月19日到25日在土伦附近的小镇耶尔举行。由于ELF杯赛的举办，计划参加此次杯赛的球队只剩8支，而缺乏适合比赛的球员又使这个数字变为6，它们分别是：摩纳哥、罗姆人、萨米、南喀麦隆、西巴布亚和东道主。
然而，西巴布亚和南喀麦隆在2006年9月未能参加非国际足球联合会成员董事会常务会议事件和罗姆人要面对的困难的后勤问题无疑又使此次杯赛雪上加霜。看上去似乎只有三支球队能够参加比赛。但是，南喀麦隆仍然决议派出一支足球队参加比赛，这样比赛队伍就被正式确定为4支。（由于签证问题，南喀麦隆队队员无法来到耶尔。这样他们的比赛均以弃权处理。）

## 歷屆賽事
| 年        | 主辦國           | 冠軍戰             | 冠軍戰 | 冠軍戰             | 季軍戰       | 季軍戰         | 季軍戰             |
| 年        | 主辦國           | 冠軍               | 比數   | 亞軍               | 季軍         | 比分           | 殿軍               |
| --------- | ---------------- | ------------------ | ------ | ------------------ | ------------ | -------------- | ------------------ |
| 2006 詳細 | 歐西坦尼亞       | · 萨米             | 21–1   | · 摩納哥           | · 歐西坦尼亞 | w/o            | · 南喀麥隆         |
| 2008 詳細 | 萨米             | · 帕达尼亚         | 2–0    | · Arameans Suryoye | · 萨米       | 3–1            | · 伊拉克库尔德斯坦 |
| 2009 詳細 | 帕达尼亚         | · 帕达尼亚         | 2–0    | · 伊拉克库尔德斯坦 | · 萨米       | 4–4 (5 - 4) ps | · 普羅旺斯         |
| 2010 詳細 | 哥佐島           | · 帕达尼亚         | 1–0    | · 伊拉克库尔德斯坦 | · 歐西坦尼亞 | 2–0            | · 兩西西里王國     |
| 2012 詳細 | 伊拉克库尔德斯坦 | · 伊拉克库尔德斯坦 | 2–1    | · 北賽普勒斯       | ·            | 7–2            | · 普羅旺斯         |

^ 因為簽證問題，所以在比賽開始前退賽。